# Бункер Сталина (Самара)
«Бункер Сталина» — обиходное (просторечное) наименование оборонительного сооружения (командный пункт-бомбоубежище, бункер) в Самаре, созданного в качестве резервного местонахождения ставки Верховного Главнокомандующего Вооружёнными силами СССР Иосифа Сталина. 

## Местонахождение

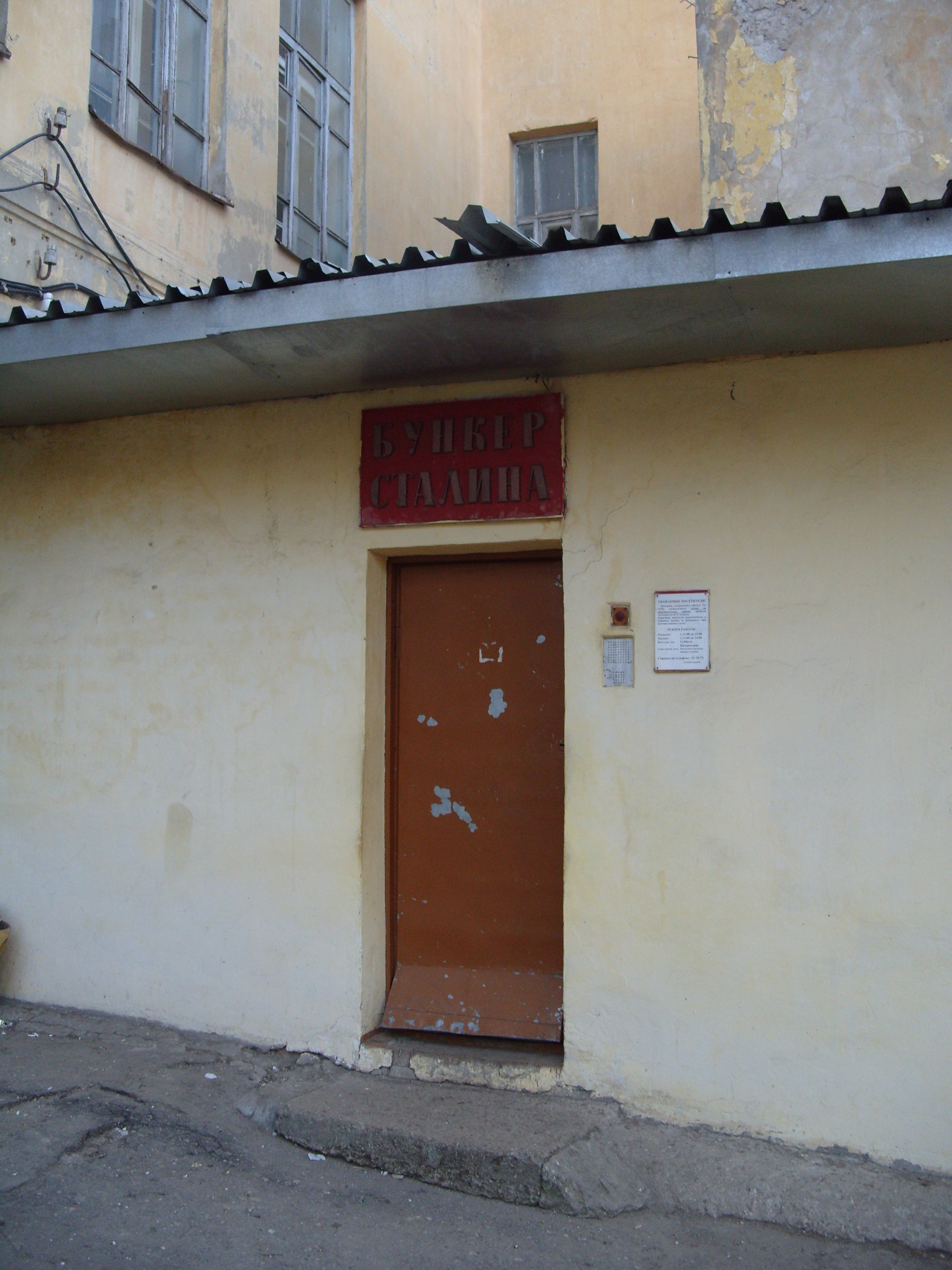
Неприметный вход в бункер во дворе СГАКИ.

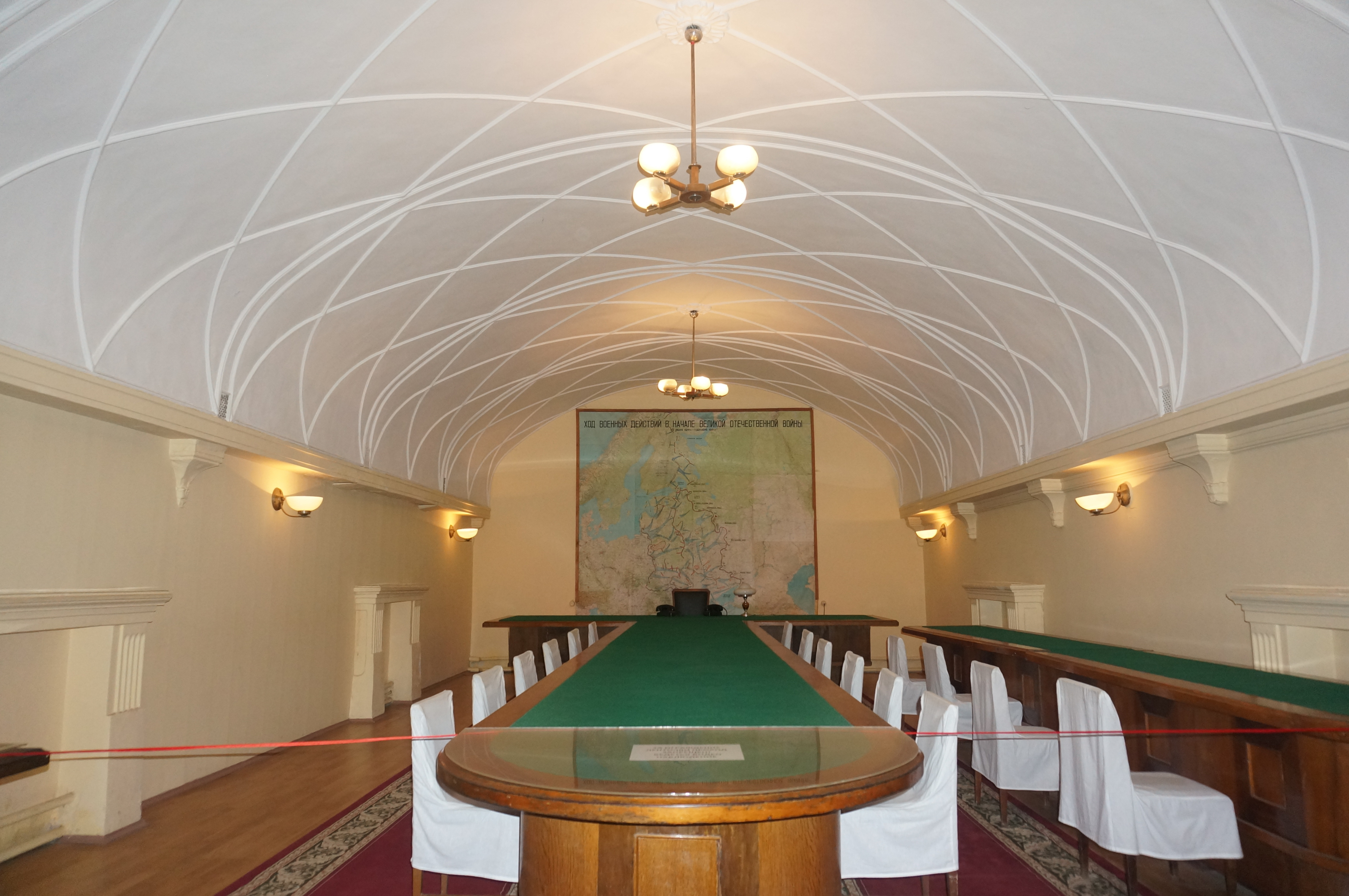
Вид на зал заседаний

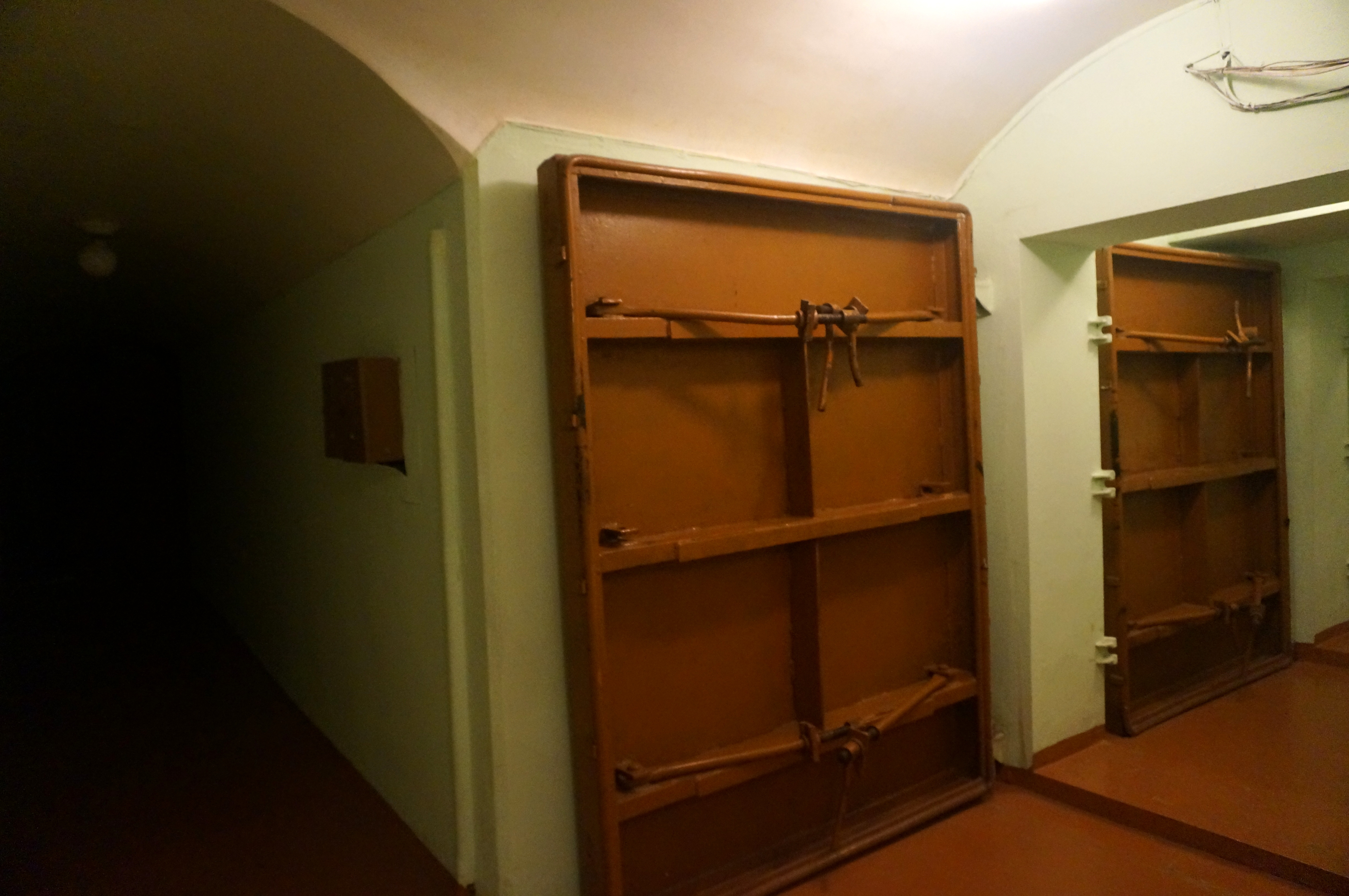
Гермодвери

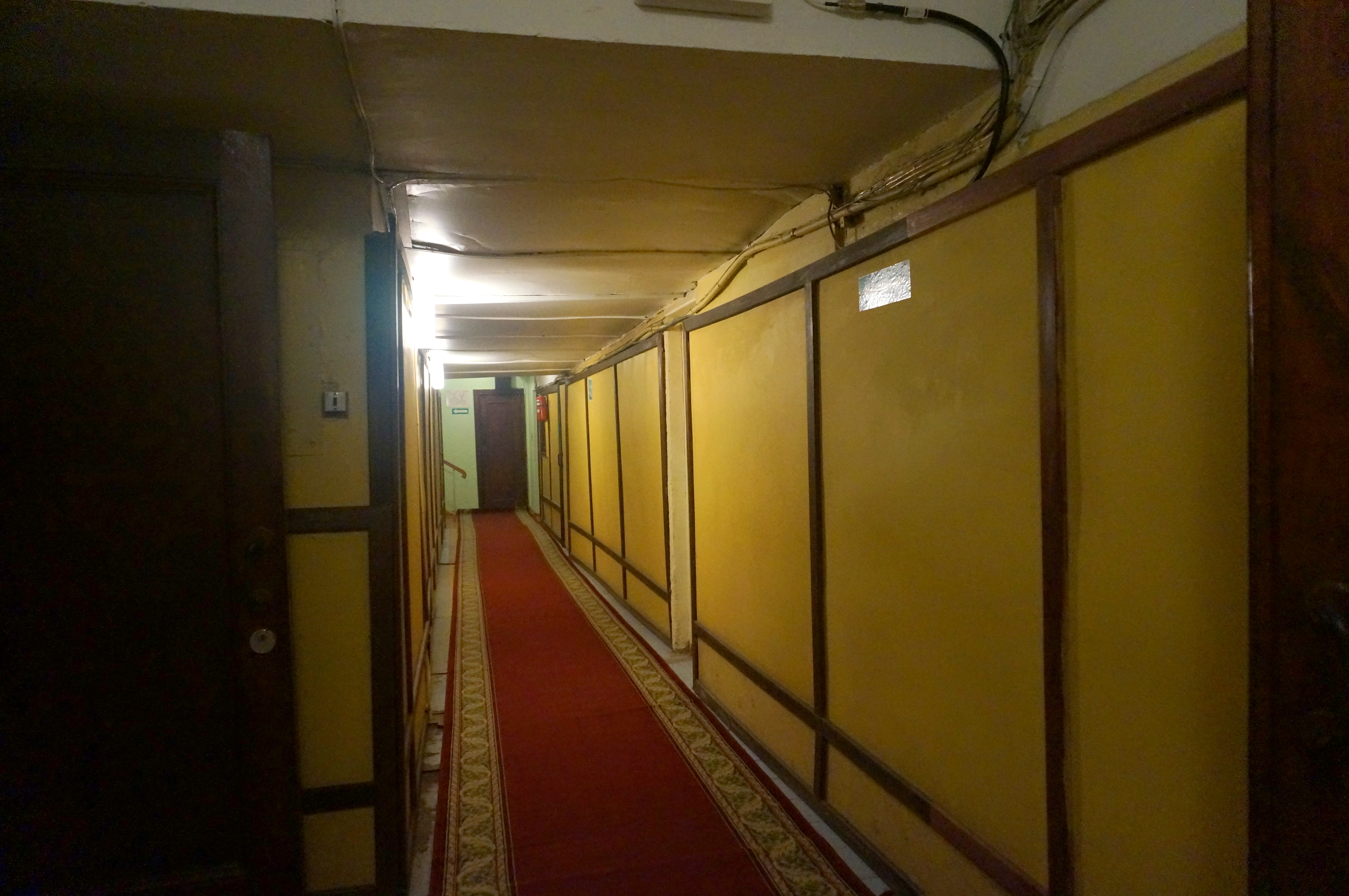
Коридор на 1 этаже бункера Сталина

Объект расположен под зданием современной Академии культуры и искусства, в котором ранее располагался Куйбышевский областной комитет КПСС. Справа от парадной лестницы в холле обкома партии находилась неприметная дверь, возле которой круглосуточно дежурил сотрудник НКВД. Сразу за ней железная створка, за которой и находился один из главных секретов того времени. Существуют также скрытые запасные выходы, через которые диггеры попадали в бункер.
За дверью находится верхняя площадка, с которой начинается спуск в бункер как на лифте, так и по лестнице. Далее вниз ведёт 14-метровая шахта, соединяющаяся с длинным поперечным коридором-этажом, где сосредоточены агрегаты жизнеобеспечения и вспомогательные механизмы бункера. В случае необходимости этот верхний этаж перекрывается массивными стальными гермодверями, способными выдержать давление до 10 тонн на квадратный метр (1 техническая атмосфера).
Посреди коридора, ведущего к запасному выходу, расположен вход в главную часть бункера — вертикальный ствол-убежище, уходящий в глубь земли ещё на 23 метра. Он — точная копия тоннеля метро, прорытого вертикально.
После 192-й ступеньки начинается самый глубокий — первый этаж (счёт этажей идёт снизу вверх), пол которого выложен голубой плиткой. В нескольких кварталах от бункера жила во время эвакуации дочь Сталина — Светлана Аллилуева.
Глубина бункера составляет 37 метров, что равно 12-этажному дому. Для сравнения: глубина бункера Гитлера в Берлине составляла 16 метров, а у Черчилля и Рузвельта по два этажа.

## Строительство
15 октября 1941 года Государственный комитет обороны выпустил секретное постановление № 801сс «Об эвакуации столицы СССР г. Москвы в город Куйбышев». Во втором пункте этого документа говорилось непосредственно о Сталине — его эвакуация намечалась в случае крайней необходимости, «смотря по обстановке».
21 октября 1941 года Государственный комитет обороны выпустил секретное постановление № 826сс «О строительстве убежища в г. Куйбышеве».
22 ноября 1941 года Государственный комитет обороны выпускает секретное постановление № 945сс «О строительстве специальных убежищ в городах: Саратове, Ярославле, Горьком, Казани, Ульяновске, Куйбышеве и Сталинграде». В постановлении говорилось: «ГКО постановляет построить в перечисленных городах командные пункты-бомбоубежища. Строительство помимо Куйбышева производить по типу, принятому для города Горького, с полезной площадью 300 м²…» «немедленно командировать на указанные выше строительства… …необходимое количество рабочих, инженерно-технических работников Метростроя».
Для строительства бункера была скопирована конструкция станции метро «Аэропорт» в Москве.
Бункер в Куйбышеве строился с февраля по октябрь 1942 года. Согласно официальной версии, основную часть строительных работ выполняли специалисты, переброшенные в город из Москвы и Харькова — метростроевцы, а также рабочие из Донбасса.
По официальным данным, в строительстве были задействованы около 2900 рабочих и порядка 800 инженерно-технических специалистов. Из участников строительства поимённо известны главный инженер проекта Ю. С. Островский, главный архитектор М. А. Зеленин и начальник геомаркшейдерских работ И. И. Дробинин. Работы велись в условиях строжайшей секретности(со всех инженеров была взята пожизненная подписка о неразглашении государственной тайны, не имеющая срока давности), круглосуточно, в две смены. Менее чем за год было вынуто 25 тысяч кубометров грунта, уложено 5 тысяч кубометров бетона (и всё это меньше, чем за восемь месяцев). Грунт вывозился преимущественно ночью, а территория стройки была закрыта высоким забором, за который не допускались даже местные жители. Строители проживали рядом со стройкой — для них была организована столовая и помещения для сна.
В финальной стадии на объект прибыл отряд «Метростроя» под руководством М. Л. Семика, включавший квалифицированных такелажников, монтажников и отделочников. Отдельные участки, связанные с прокладкой линии связи, курировались сотрудниками другого ведомства.
Впоследствии в ряде источников и мемуарной литературе высказывались версии о возможном привлечении к строительству заключённых, связанных с Безымянлага Управлением особого строительства ГУЛАГ НКВД, а также предположения о визите Л. П. Берия в Куйбышев. В некоторых из этих версий упоминается отчёт первого секретаря британского посольства Дж. Ламберта, однако в самой книге прямо подчёркивается, что Ламберт не имел возможности видеть лагеря своими глазами, а пользовался слухами. Автор источника указывает, что дипломат был остановлен наблюдением НКВД, а его сведения о заключённых и лагерях были получены косвенно.
Таким образом, версии о труде заключённых, визите Берии или расстрелах строителей представляют собой неподтверждённые мнения и не опираются на документы. В самом источнике подчёркивается, что эти предположения бытовали в устной форме среди местных жителей, но не имеют официального подтверждения.
6 января 1943 года госкомиссия официально приняла в эксплуатацию бункер Сталина.